# 柴戸海
柴戸 海（しばと かい、1995年11月24日 - ）は、神奈川県横浜市緑区出身のプロサッカー選手。Jリーグ・浦和レッズ所属好きなボランチはポジション。

## 経歴
神奈川県横浜市出身で小学校時代はいぶき野FCヘリオス、中学からは町田JFC、市立船橋高校に進学。高校3年時には全国高等学校総合体育大会で優勝し、第92回全国高等学校サッカー選手権大会ではベスト8に進出して大会優秀選手に選出された。明治大学に進学し、主にボランチとしてプレー。全日本大学選抜にも選出された。2017年5月5日、浦和レッズに内定したことが発表された。
2018年より浦和レッズに入団した。4月4日、ルヴァンカップグループC第3節のサンフレッチェ広島戦でプロデビューを果たす。11日のヴィッセル神戸戦でJ1リーグデビュー。9月23日、第27節のヴィッセル神戸戦で途中出場からホームデビュー戦を飾った。12月1日、第34節のFC東京戦でプロ入り初得点を決めた。
阿部勇樹の引退により、2022年から背番号「22」をつけることになった。7月2日、J1第19節ガンバ大阪戦に出場し、J1通算100試合出場を果たした。
2024年はFC町田ゼルビアへ期限付き移籍した。
2024年12月28日に浦和レッズへの復帰が発表された。

## 所属クラブ
- いぶき野FCヘリオス（横浜市立いぶき野小学校）
- 町田JFC（横浜市立田奈中学校）
- 船橋市立船橋高等学校
- 明治大学
- 2018年 -  浦和レッズ
  - 2024年  FC町田ゼルビア（期限付き移籍）

## 個人成績
| 国内大会個人成績 | 国内大会個人成績 | 国内大会個人成績 | 国内大会個人成績 | 国内大会個人成績 | 国内大会個人成績 | 国内大会個人成績 | 国内大会個人成績 | 国内大会個人成績 | 国内大会個人成績 | 国内大会個人成績 | 国内大会個人成績 |
| 年度             | クラブ           | 背番号           | リーグ           | リーグ戦         | リーグ戦         | リーグ杯         | リーグ杯         | オープン杯       | オープン杯       | 期間通算         | 期間通算         |
| 年度             | クラブ           | 背番号           | リーグ           | 出場             | 得点             | 出場             | 得点             | 出場             | 得点             | 出場             | 得点             |
| 日本             | 日本             | 日本             | 日本             | リーグ戦         | リーグ戦         | リーグ杯         | リーグ杯         | 天皇杯           | 天皇杯           | 期間通算         | 期間通算         |
| ---------------- | ---------------- | ---------------- | ---------------- | ---------------- | ---------------- | ---------------- | ---------------- | ---------------- | ---------------- | ---------------- | ---------------- |
| 2018             | 浦和             | 29               | J1               | 9                | 1                | 2                | 0                | 4                | 0                | 15               | 1                |
| 2019             | 浦和             | 29               | J1               | 20               | 0                | 1                | 0                | 3                | 0                | 24               | 0                |
| 2020             | 浦和             | 29               | J1               | 25               | 1                | 2                | 0                | -                | -                | 27               | 1                |
| 2021             | 浦和             | 29               | J1               | 30               | 1                | 8                | 0                | 5                | 0                | 43               | 1                |
| 2022             | 浦和             | 22               | J1               | 24               | 2                | 2                | 0                | 0                | 0                | 26               | 2                |
| 2023             | 浦和             | 22               | J1               | 8                | 0                | 8                | 0                | 2                | 0                | 18               | 0                |
| 2024             | 町田             | 45               | J1               | 22               | 1                | 3                | 0                | 0                | 0                | 25               | 1                |
| 通算             | 日本             | 日本             | J1               | 138              | 6                | 26               | 0                | 14               | 0                | 178              | 6                |
| 総通算           | 総通算           | 総通算           | 総通算           | 138              | 6                | 26               | 0                | 14               | 0                | 178              | 6                |

出場歴
- Jリーグ初出場 - 2018年4月11日 J1第7節 ヴィッセル神戸戦 (ノエビアスタジアム神戸)
- Jリーグ初得点 - 2018年12月1日 J1第34節 FC東京戦 (埼玉スタジアム2002)

その他の公式戦
- 2019年
  - スーパーカップ 1試合0得点
- 2022年
  - スーパーカップ 1試合0得点

| 国際大会個人成績 | 国際大会個人成績 | 国際大会個人成績 | 国際大会個人成績 | 国際大会個人成績 |
| 年度             | クラブ           | 背番号           | 出場             | 得点             |
| AFC              | AFC              | AFC              | ACL              | ACL              |
| ---------------- | ---------------- | ---------------- | ---------------- | ---------------- |
| 2019             | 浦和             | 29               | 8                | 0                |
| 2022             | 浦和             | 22               | 8                | 0                |
| 通算             | AFC              | AFC              | 16               | 0                |

その他の国際公式戦
- 2023年
  - AFCチャンピオンズリーグ2023/24・プレーオフ 1試合0得点

## タイトル

### クラブ
市立船橋高校
- 全国高等学校総合体育大会：1回（2013年）

明治大学
- 関東大学サッカーリーグ戦1部：1回（2016年）
- 総理大臣杯全日本大学サッカートーナメント：1回（2016年）
- アミノバイタルカップ：1回（2015年）
- 東京都サッカートーナメント：1回（2014年）

浦和レッズ
- 天皇杯 JFA 全日本サッカー選手権大会：2回（2018年、2021年）
- FUJIFILM SUPER CUP：1回（2022年）
- AFCチャンピオンズリーグ：1回（2022年）

### 代表
ユニバーシアード日本代表
- ユニバーシアード：1回（2017年）

### 個人
- 全国高校サッカー選手権大会 優秀選手：1回（2013年）

## 代表歴
- 全日本大学選抜
  - デンソーカップサッカー（2015年、2016年）
- ユニバーシアード日本代表
  - 台北大会（2017年）